# مجید واحدی‌زاده
مجید واحدی‌زاده (۱۳۴۷–۱۳۹۶) نویسنده و بازیگر و کارگردان تئاتر و تلویزیون ایرانی بود.

## سرگذشت
مجید واحدی‌زاده در سال ۱۳۴۷ در اردبیل زاده شد. بازی درتئاتر و تلویزیون را در سال ۱۳۵۹ پس از چندین تجربه دانش‌آموزی با نمایش دروغگو دشمن خداست و نمایش جوجی خان آغاز کرد. به سال ۱۳۶۹ اولین کارگردانی را با نمایشنامه عروسکها اثر بهرام بیضایی تجربه کرد. از آثار برتر وی می‌توان به نمایش سبز، سهراب، سرخ اشاره کرد که در بیستمین جشنواره بین‌المللی تئاتر فجر ایران به عنوان بهترین نمایش و کار برتر جشنواره انتخاب شد و در سال ۱۳۸۱ با همین نمایش در فستیوال جاده ابریشم در آلمان شرکت کرد و در سال ۱۳۸۴ با نمایش اژدها چهرک در فستیوال «شبهای سفید» در آلمان و فستیوال «پر کردن فضای خالی» در کشور آذربایجان شرکت کرده و همچنین در سال ۱۳۸۴ نمایش اژدها چهرک را در تفلیس به نمایش درآورد.
او برنده جایزه‌های فراوانی در جشنواره‌های استانی، منطقه‌ای، دفاع مقدس، و جشنواره‌های سراسری و بین‌المللی از جمله جشنواره بین‌المللی تئاتر فجر برای نویسندگی و بازیگری و کارگردانی شده‌است. نیز چندین نمایشنامه نگاشته‌است که برخی به نمایش درآمده و در جشنواره‌های ایران برگزیده شده. واحدی‌زاده همچنین در سال‌های ۸۱ به عنوان کارگردان برتر کشور و در سال ۸۲ به عنوان نویسنده برتر کشور با نمایشنامه آوای مهر از سوس کانون ملی منتقدین تئاتر کشور انتخاب شد. او همچنین دارای گواهینامه درجه ۲ هنری معادل کارشناسی ارشد با رویکرد کارگردانی تئاتر از وزارت فرهنگ و ارشاد اسلامی است. همچنین در سال ۸۷ از سوی مرکز هنرهای نمایشی کشور به عنوان یکی از سی چهره تأثیرگذار تئاتر در سی سال پس از انقلاب اسلامی معرفی و مورد تجلیل قرار گرفت. او مدیر مسئول آموزشگاه آزاد هنری فروغ است و چندین جایزه کشوری و استانی برای آموزشگاه برتر دریافت کرده‌است، همچنین مدیر مسئول گروه تئاتر فروغ با درجه الف کشوری و یکی از گروه‌های حرفه‌ای تئاتر در کشور می‌باشد.او در بیش از ۲۰ دوره در جشنواره بین‌المللی تئاتر فجر و جشنواره‌ها و فستیوالهای بین‌المللی و سراسری و منطقه ای تئاتر ر در مقام داوری جشنواره یا شرکت‌کننده حضور داشته‌است. در حال حاضر نیز او به عنوان مدرس دانشگاه و آموزشگاه آزاد هنری مشغول آموزش و انتقال تجربیات خود به هنرجویان جوان تئاتر است.